# Catarina de Cândia
Cusumāsana Devi (falecida em 10 de julho de 1613), também conhecida como Dona Catarina, foi a Rainha de Cândia em 1591.

## Vida
Na sua infância, ela e seu pai Karalliyadde Bandara fugiram do reino para os portugueses. Mais tarde, ela foi batizada pelos portugueses e chamada Dona Catarina.

### Rainha reinante
Após a morte de seu pai em 1581, os portugueses a instalaram como governante cliente na Campanha de Danture. Ela era neste momento uma adolescente. Sucedeu seu pai Karaliyadde Bandara como rei de Cândia. A tentativa foi um desastre, com as forças portuguesas completamente destruídas. Ela foi deposta por Rajá Singa I (r. 1581–1593), do Reino de Ceitavaca, no mesmo ano em que ascendeu ao trono.

### Rainha consorte
Em 1594, ela se tornou a rainha consorte de Vimala Darma Suria I de Cândia para solidificar seu governo após a derrota do Rei Rajá Singa I três anos antes. Finalmente, ela se casou com seu ex-cunhado Senarate, que sucedeu ao trono após a morte do rei Vimala Darma Suria em 1604, também para solidificar sua legitimidade como governante. Sua ascendência dependia da conversão ao budismo, mas ela secretamente ensinou o catolicismo a seus súditos durante sua vida.
Ela teve três filhos do rei Vimala Darma Suria — Maastana Adacim, Suria Mahadahasin e Santana Adahasin. Ela também teve três filhos, Cumara Singa Astana, Vijaiapala Astane e Maastane, do rei Senerate Bandara. Maastana Adaacim morreu em 1612 após seis dias de doença. Seu filho mais novo, Mahastane, mais tarde sucedeu seu pai como Rajá Sinha II, conhecido pelo acordo com os holandeses para acabar com o domínio português.

Ela ficou doente depois que seu filho Mahastane Adahasin morreu em 1612, com sua doença atribuída ao sofrimento excessivo de Philippus Baldaeus. Ela morreu em 10 de julho de 1613 aos 35 anos.